# Wu Lei
Wu Lei (chiń. 武磊, ur. 19 listopada 1991 w Nankinie) – chiński piłkarz występujący na pozycji ofensywnego pomocnika lub napastnika w chińskim klubie Shanghai Port oraz w reprezentacji Chin.

## Kariera klubowa

### Shanghai SIPG
Swoją karierę piłkarską Wu Lei rozpoczął w akademii piłkarskiej o nazwie Genbao Footall Academy. W 2006 roku podjął treningi w juniorach klubu Shanghai Dongya, który w 2015 roku zmienił nazwę na Shanghai SIPG. W 2008 roku awansował do pierwszego zespołu i wtedy też zadebiutował w jego barwach w rozgrywkach League One. W debiutanckim sezonie stał się podstawowym zawodnikiem klubu z Szanghaju. W 2012 roku wywalczył z Shanghai SIPG mistrzostwo League One i wywalczył tym samym awans do Super League. W Super League swój debiut zaliczył 8 marca 2013 w przegranym 1:4 wyjazdowym meczu z Beijing Guo’an. W sezonie 2015 wywalczył wicemistrzostwo Chin. W sezonie 2018 zdobył mistrzostwo Chin.

### RCD Espanyol
W styczniu 2019 zmienił barwy klubowe przechodząc do RCD Espanyol. Zawodnik podpisał trzyletni kontrakt z opcją przedłużenia o rok. Napastnik zadebiutował 3 lutego w zremisowanym meczu przeciwko Villarreal CF wchodząc z ławki w 77 minucie.

### Shanghai Port
11 sierpnia 2022 powrócił do Shanghai Port, z którym podpisał pięcioletni kontrakt. Został kupiony za kwotę 2,50 mln euro z kwotą odstępnego 1,50 mln euro. Pierwszy mecz po powrocie zagrał 20 września, rozgrywając spotkanie przeciwko Henan. 9 dni później w swoim drugim meczu strzelił dwie pierwsze bramki po powrocie do klubu, trafiając w wygranym 3:0 meczu z Chengdu Rongcheng.

## Kariera reprezentacyjna
W reprezentacji Chin Wu Lei zadebiutował 14 lutego 2010 roku w wygranym 2:0 meczu Pucharu Azji Wschodniej 2010 z Hongkongiem, który Chiny wygrały. W 2015 roku został powołany do kadry Chin na Puchar Azji 2015. Zagrał na nim w trzech meczach: grupowych z Arabią Saudyjską (1:0) i z Uzbekistanem (2:1) oraz ćwierćfinałowym z Australią (0:2).

## Statystyki
(Aktualne na dzień 26 kwietnia 2023)
| Klub               | Sezon              | Liga                 | Liga    | Liga | Puchar kraju | Puchar kraju | Puchary kontynentalne | Puchary kontynentalne | Łącznie | Łącznie |
| Klub               | Sezon              | Rozgrywki            | Występy | Gole | Występy      | Gole         | Występy               | Gole                  | Występy | Gole    |
| ------------------ | ------------------ | -------------------- | ------- | ---- | ------------ | ------------ | --------------------- | --------------------- | ------- | ------- |
| Shanghai SIPG      | 2006               | China League Two     |         |      | –            | –            | –                     | –                     |         |         |
| Shanghai SIPG      | 2007               | China League Two     |         |      | –            | –            | –                     | –                     |         |         |
| Shanghai SIPG      | 2008               | China League One     | 24      | 4    | –            | –            | –                     | –                     | 24      | 4       |
| Shanghai SIPG      | 2009               | China League One     | 22      | 6    | –            | –            | –                     | –                     | 22      | 6       |
| Shanghai SIPG      | 2010               | China League One     | 23      | 10   | –            | –            | –                     | –                     | 23      | 10      |
| Shanghai SIPG      | 2011               | China League One     | 25      | 12   | 2            | 0            | –                     | –                     | 27      | 12      |
| Shanghai SIPG      | 2012               | China League One     | 30      | 17   | 0            | 0            | –                     | –                     | 30      | 17      |
| Shanghai SIPG      | 2013               | Chinese Super League | 27      | 15   | 0            | 0            | –                     | –                     | 27      | 15      |
| Shanghai SIPG      | 2014               | Chinese Super League | 28      | 12   | 0            | 0            | –                     | –                     | 28      | 12      |
| Shanghai SIPG      | 2015               | Chinese Super League | 30      | 14   | 3            | 2            | –                     | –                     | 33      | 16      |
| Shanghai SIPG      | 2016               | Chinese Super League | 30      | 14   | 2            | 1            | 10                    | 7                     | 42      | 22      |
| Shanghai SIPG      | 2017               | Chinese Super League | 28      | 20   | 6            | 1            | 13                    | 5                     | 47      | 26      |
| Shanghai SIPG      | 2018               | Chinese Super League | 29      | 27   | 4            | 1            | 8                     | 1                     | 41      | 29      |
| Shanghai SIPG      | Łącznie            | Łącznie              | 296     | 151  | 17           | 5            | 31                    | 13                    | 344     | 169     |
| RCD Espanyol       | 2018/2019          | Primera División     | 16      | 3    | 0            | 0            | –                     | –                     | 16      | 3       |
| RCD Espanyol       | 2019/2020          | Primera División     | 33      | 4    | 3            | 2            | 13                    | 2                     | 49      | 8       |
| RCD Espanyol       | 2020/21            | Segunda División     | 31      | 2    | 3            | 1            | –                     | –                     | 34      | 3       |
| RCD Espanyol       | 2021/2022          | Primera División     | 23      | 1    | 4            | 1            | –                     | –                     | 27      | 2       |
| RCD Espanyol       | Łącznie            | Łącznie              | 103     | 10   | 10           | 4            | 13                    | 2                     | 126     | 16      |
| Shanghai Port      | 2022               | Chinese Super League | 12      | 11   | 4            | 2            | –                     | –                     | 16      | 13      |
| Shanghai Port      | 2023               | Chinese Super League | 3       | 2    | 0            | 0            | –                     | –                     | 3       | 2       |
| Shanghai Port      | Łącznie            | Łącznie              | 15      | 13   | 4            | 2            | 0                     | 0                     | 19      | 15      |
| Łącznie w karierze | Łącznie w karierze | Łącznie w karierze   | 414     | 174  | 31           | 11           | 44                    | 15                    | 489     | 200     |

## Sukcesy

### Shanghai SIPG
- Mistrzostwo Chin: 2018
- China League One: 2012

### RCD Espanyol
- Segunda División: 2020/2021

### Reprezentacyjne
- Puchar Azji Wschodniej: 2010

### Indywidualne
- Piłkarz roku Chińskiej Federacji Piłkarskiej: 2018
- Złoty but Super League: 2018
- Krajowy złoty but Super League: 2013, 2014, 2015, 2016, 2017, 2018
- Drużyna roku Super League: 2014, 2015, 2016, 2017, 2018
- Chiński piłkarz roku: 2018